# Mentes
Mentes (altgriechisch Μέντης Méntēs) ist in der griechischen Mythologie der Sohn des Anchialos und König der Taphier.
Mentes war Gastfreund des Odysseus. Im ersten Buch von Homers Odyssee nimmt die Göttin Athene die Gestalt des Mentes an, um Odysseus’ Sohn Telemachos Mut in seiner Auseinandersetzung mit den Freiern zuzusprechen. Zuerst erteilt sie ihm den Rat, eine Versammlung einzuberufen. Anschließend solle er König Nestor in Pylos und König Menelaos in Sparta aufsuchen, um Erkundigungen nach dem Verbleib seines Vaters einzuziehen. Nach seiner Rückkehr aber solle er die Freier töten – entweder mit List oder öffentlich.